# Patetikus Szonáta (Beethoven)
A c-moll zongoraszonáta, Op. 13, No. 8, közismert nevén Patetikus szonáta, Ludwig van Beethoven egyik legismertebb korai zongoraműve. 1798–99-ben komponálta, és 1799-ben jelent meg. A mű drámai és szenvedélyes karaktere miatt a „Patetikus” (jelentése: szenvedélyes, megindító) elnevezést kapta, amelyet valószínűleg kiadója, Anton Diabelli adott, de Beethoven is elfogadta.

## Keletkezés és háttér
A szonáta Beethoven fiatalkori zongorakompozíciói közé tartozik, és a klasszicizmus bécsi stílusból a romantika felé való átmenet egyik korai példája. A művet Beethoven még halláskárosodása kezdeti szakaszában írta, amikor már tisztában volt betegsége súlyosságával. A Patetikus szonáta különösen népszerű volt kortársai körében, és nagy hatással volt későbbi zeneszerzőkre, köztük Chopinre és Liszt Ferencre.

## Felépítés és elemzés
A szonáta három tételből áll:

### 1. tétel: Grave – Allegro di molto e con brio
Az első tétel egy komor és ünnepélyes Grave bevezetéssel kezdődik, amely többször is visszatér a darab során. A bevezetést egy gyors Allegro di molto e con brio követi, amely szonátaformában íródott. A tétel erőteljes dinamikai kontrasztokkal és virtuóz technikai elemekkel rendelkezik.

### 2. tétel: Adagio cantabile
A második tétel egy lassú és éneklő Adagio cantabile, amely az egyik legismertebb Beethoven-melódia. Háromrészes (ABA) szerkezetű, finoman kidolgozott bal kéz kísérettel. Ez a tétel gyakran önállóan is előadásra kerül.

### 3. tétel: Rondo – Allegro
A harmadik tétel egy mozgalmas rondó (ABACA forma), amely a nyitótétel drámai hangulatát idézi vissza. A főtéma lendületes és virtuóz, erőteljes zenei gesztusokkal és gyors skálamenetekkel.

## Jelentőség és hatás
A Pathétique-szonáta az egyik első olyan Beethoven-mű, amelyben a klasszikus formai keretek mellett erőteljes érzelmi kifejezés jelenik meg. A dinamikai kontrasztok, a szenvedélyes karakter és a drámai szerkesztésmód előrevetítik Beethoven későbbi műveinek expresszív stílusát. A szonáta különösen népszerűvé vált, és gyakran szerepel koncertműsorokon, valamint filmekben és televíziós produkciókban.